# Jamie Muir
Jamie Muir (Edinburgh, 30. studenog 1942. – Cornwall, 17. veljače 2025.) bio je škotski slikar i glazbenik, najpoznatiji po svome doprinosu kao bubnjar u King Crimsonu (1972. – 1973.) i The Music Improvisation Company.

## Diskografija

### SaThe Music Improvisation Company(Derek Bailey,Evan Parker,Hugh Davies)
- The Music Improvisation Company (ECM, 1970.)
- The Music Improvisation Company 1968-1971 (Incus, 1968.–70. [1976])

### SaKing Crimson
- Larks' Tongues in Aspic (Island, 1973.)[2]
- Larks' Tongues in Aspic (box set) (DGM, 2012.)
- Larks' Tongues in Aspic (The Complete Recording Sessions) [Boxset] (DGM, 2023.)

### Sa Derekom Baileyjem
- Dart Drug (Incus, 1981.)

### Sa Evan Parker i Paul Rogers
- The Ayes Have It (Emanem, 1983.)

### SaRichardom Strangeomi The Engine Room
- Going Gone (Percussion, 1984.)

### SaMichaelom GilesomiDavidom Cunninghamom
- Ghost Dance (Piano, 1996.)

### Sathe Company
- Trios (Incus, 1986)
- Company 1981 (Honest Jon's, 2019.)
- Company 1983 (Honest Jon's, 2020.)

### SaLaurie Scott Baker
- Gracility (Musicnow, 2009.)